# Mihai Chirica
Mihai Chirica (n. 1 septembrie 1971, Iași, România) este un politician român, actualul primar al municipiului Iași.

## Biografie
Mihai Chirica s-a născut la data de 1 septembrie 1971 în municipiul Iași. Urmează cursurile Colegiului Național din Iași, secția „Matematică – Fizică”, apoi Universitatea „Al. I. Cuza” Iași, specializarea „Inginerie geologică și geofizică”, obținând diploma de inginer. 
După absolvirea Universității „Al. I. Cuza”, se angajează în iulie 1995 la Stațiunea de Cercetări „Stejarul” din Piatra Neamț, iar în paralel urmează cursurile programului de Master în „Inginerie Geologică și Geofizică” în cadrul Universității „Al. I. Cuza”, Iași. 
În perioada 2005-2007 studiază în cadrul Universității Tehnice „Gh. Asachi” din Iași, Școala MBA cu specializarea Management Organizațional. Totodată, în cadrul aceleiași Universități, urmează cursurile de Master în „Inginerie Geotehnică”.
În aprilie 2012, s-a înscris în Partidul Social Democrat, filiala Iași, și a fost ales pe listele acestuia în funcția de consilier local municipal PSD – Consiliul Local Municipal Iași. După constituirea Consiliului Local în care a fost ales, acest Consiliu l-a numit într-una din funcțiile de viceprimar al municipiului. Din anul 2013, a devenit președinte al Organizației Municipale a PSD Iași.
După ce primarul Gheorghe Nichita a fost suspendat, în data de 25 mai 2015, Chirica a fost ales să asigure interimatul funcției de primar. Din postura de primar interimar, a fost ales apoi primar la alegerile din 2016, fiind al 63-lea primar al municipiului Iași.
În data de 7 martie 2020 a fost acceptat în PNL Iași de către Biroul Politic Județean al partidului și a fost anunțat candidat al acestora pentru alegerile locale.
Din 2024, ocupă pentru un nou mandat funcția de primar.

## Evenimente notabile din cariera politică

### Incidentul tăierii teilor
În februarie 2013, în calitate de viceprimar sub administrația lui Gheorghe Nichita, Mihai Chirica a susținut acțiunile de tăiere a aliniamentului de tei din centrul orașului Iași și înlocuirea acestuia cu arbuști japonezi pitici, determinând proteste în rândul societății civile și comunității universitare locale și naționale.  După arestarea lui Gheorghe Nichita sub acuzații de corupție, noul primar interimar Mihai Chirica a dispus, ca reacție la depunerea unui proiect de replantare a teilor din partea societății civile, organizarea unui referendum pe această temă. Proiectul a fost înaintat primăriei în august 2015, fiind editat de Grupul Academic din Iași în colaborare cu Asociația Dendro-Ornamentală „Anastasie Fătu” din Iași, Grupul de inițiativă civică „Iașul Iubește Teii” și Centrul de resurse pentru participare publică (CeRe) București. Inițiativa a primit sprijinul a 93,7% din totalul voturilor exprimate de cetățeni, iar în noiembrie 2015 primăria a dat curs proiectului, replantând peste 100 de tei argintii de-a lungul bulevardului central al orașului.

### Solidarizarea cu protestele populare din februarie 2017
În februarie 2017, când era și vicepreședinte al PSD, Chirica a atras atenția conducerii propriului partid, exprimându-și solidaritatea față de protestele stradale împotriva acțiunilor Guvernului Grindeanu de modificare a Codului Penal prin ordonanță de urgență (OUG 13/2017). Chirica a solicitat demisia ministrului de justiție Florin Iordache, exprimându-și nemulțumirea și față de faptul că președintele PSD Liviu Dragnea „nu știe să pună oameni competenți în jurul dumnealui și nu știe să asculte de sfaturile oamenilor care contează” și cerându-i acestuia „să corecteze greșelile comise” deoarece „are puterea și are și responsabilitatea să o facă”. Totodată, Chirica a criticat conducerea partidului pentru atitudinea nepotrivită față de actul de guvernare, sugerând că o schimbare pozitivă în acest sens a devenit o necesitate pentru recăpătarea capitalului de imagine pierdut. Ca reacție la aceste comentarii, conducerea PSD a retras toate funcțiile de conducere deținute de Chirica în cadrul partidului, aceasta deși în cele din urmă Florin Iordache a demisionat, iar deputații partidului au votat împotriva ordonanței de urgență nr. 13. Liviu Dragnea a declarat în acest context ca „eu am refuzat să supun la vot propunerea de excludere, care ar fi fost votată cu o majoritate zdrobitoare, așteptându-mă ... ca domnul Chirica să înțeleagă de ce a fost atât de nervos PSD în urma acelor ieșiri publice ale dumnealui”.

## Controverse
La data de 2 august 2017 Mihai Chirica a confirmat calitatea de inculpat în dosarul „Škoda” instrumentat de procurorii DNA. Acesta este suspectat că ar fi semnat caietul de sarcini la achiziționarea a patru autovehicule pentru Poliția Locală Iași, dar mașinile au fost folosite în scop personal de către apropiați ai lui Chirica. În 2018, Mihai Chirica a fost exclus din PSD.
În iunie 2019, Direcția Națională Anticorupție (DNA) s-a autosesizat după apariția în presă a unor articole privind cumpărarea unor imobile pe numele copiilor lui Mihai Chirica și a deschis un dosar penal în rem. În urma acestor sesizări Agenția Națională de Integritate (ANI) a început verificarea averii lui Mihai Chirica după ce ReporterIS a publicat o serie de anchete privind afacerile imobiliare ale familiei acestuia. Potrivit publicației Adevărul, Thea și Mălina Chirica, fiicele de clasa a VII-a, respectiv clasa a IV-a ale primarului din Iași, Mihai Chirica, dețin o casă de lux de 240 de metri pătrați, care a fost trecută pe numele lor după ce edilul a divorțat de fosta sa soție. Și publicația ReporterIS a scris că Mihai Chirica este beneficiarul unei tranzacții imobiliare de 250.000 de euro făcute pe numele copilului său de 11 luni, reprezentat de bunica pensionară. Familia primarului a cumpărat un teren de 836 mp în cartierul ieșean Sărărie, la 100 m de Bolta Rece. La rândul lui, Primarul Mihai Chirica a declarat că ”sumele necesare pentru achiziția unui teren în valoare de 250.000 de euro provin, pe de o parte, din vânzarea unui teren deținut de 11 ani de părinții mei în zona Copou, teren care a fost vândut, urmând procedurile legale, pentru suma de 100.000 de euro. Diferența de bani a fost pusă de familia mea din sumele deținute conform Declarației de Avere din anul 2018 și anii anteriori, declarații care sunt publice și afișate pe site-ul Primăriei Municipiului Iași, în conformitate cu legislația în vigoare”.
În data de 24 ianuarie 2024, într-un discurs ținut la Iași cu prilejul împlinirii a 165 de ani de la Unirea Principatelor Române, Mihai Chirica a rostit cuvintele: „Astăzi, am venit să vorbim cu pioșenie despre cei care s-au sacrificat pentru această națiune: Alexandru Ioan Cuza, Regele Ferdinand, Regina Maria, făuritorii urinii. Ei ne-au lăsat această mândră moștenire”, Mihai Chirica confundând Unirea cu urina.